# Vaval

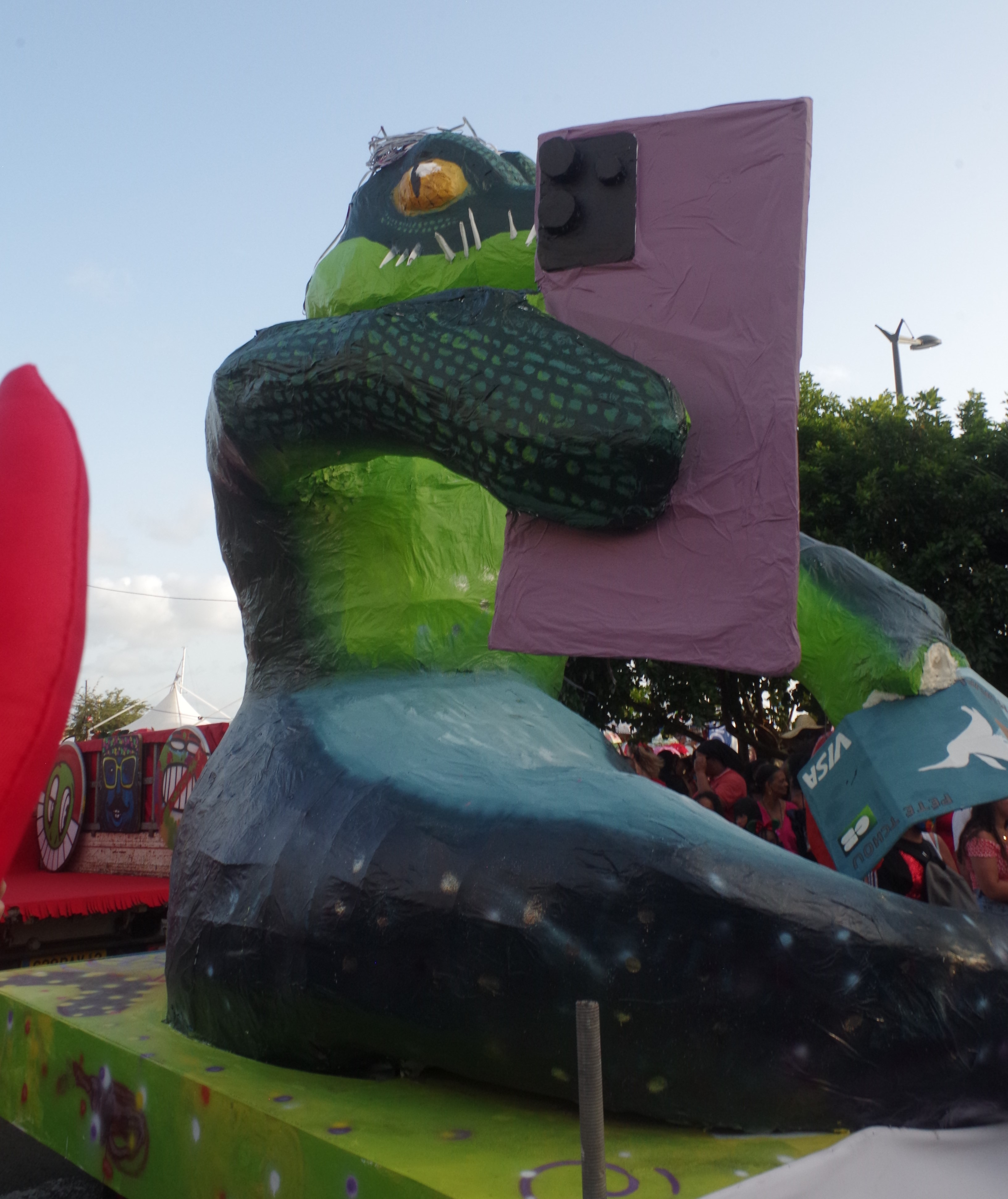
Vaval de 2024 en Martinique

Vaval (diminutif créole de carnaval, aussi appelé Roi Vaval en Guyane), est une figure importante des carnavals annuels de Guadeloupe, Martinique et Guyane, où il est considéré comme le roi du carnaval. Il est généralement présenté au public le samedi, précédant le dimanche de l'Epiphanie, en tête du premier défilé, et finit brulé au coucher du soleil le mercredi des Cendres.

## Spécificités locales

### Guyane
Au cours des deux mois de festivités du Carnaval de Guyane, le roi Vaval rassemble toutes les cultures du territoire[réf. nécessaire]. Le souverain représente les évènements douloureux du bagne et de l'esclavage. Mais durant cette période, il octroie la dignité dans la joie où le melting-pot reflète le bonheur[réf. nécessaire]. En tant que souverain, il permet à son peuple d'être totalement libre pendant deux mois et de s'abandonner aux danses, aux chants, aux rires et à la joie[réf. nécessaire].
Chaque année, Vaval se métamorphose en prenant l'aspect d'un être animal différent. En 2022, il était un jaguar qui s'appelait Mèt danbwa, c'est-à-dire le maitre des bois. En 2023, il est arrivé sur la place des palmistes avec une tête de toucan.

### Martinique

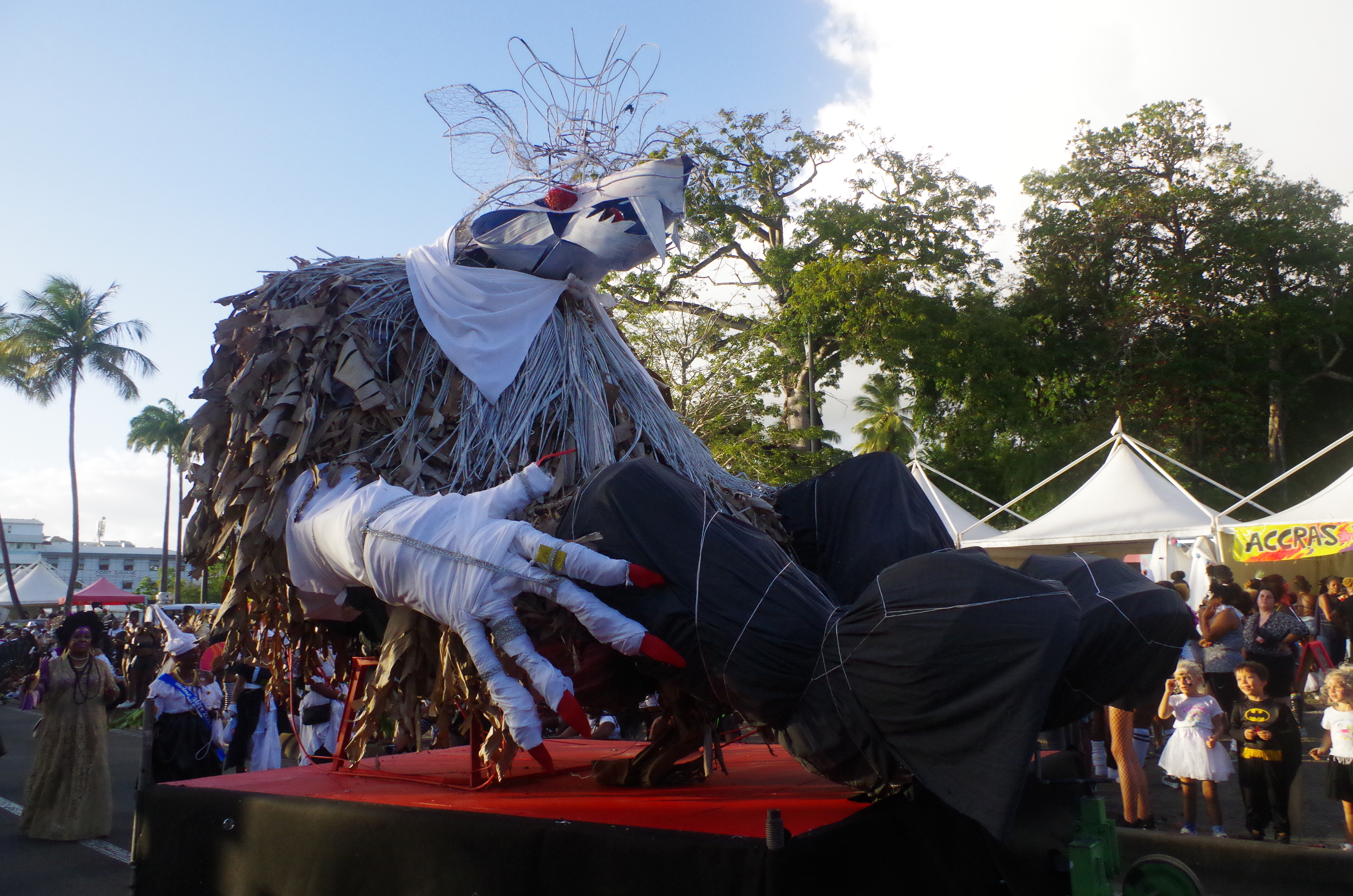
Vaval de substitution pour remplacer celui prématurément brûlé par accident pendant Mardi Gras lors du carnaval de 2025

La Vaval de Martinique fait sa première apparition le dimanche gras, voire le samedi, et parade pendant l'ensemble des jours gras jusqu'à son incinération un fin de journée le Mercredi des Cendres. Le Vaval peut représenter une cause ou un évênement ayant marqué l'actualité. En 2014, le Vaval renvoyait à l'épidémie de chikungunya sévissant cette année sous la forme d'un moustique géant. Le Vaval de 2020 incarnait le scandale du chlordécone.
Exceptionnellement, et de façon accidentelle, le Vaval de la Martinique de 2025 s'est embrasé prématurément le mardi Gras.